# Dendroleon pantherinus
Dendroleon pantherinus är en insektsart som först beskrevs av Fabricius 1787.  Dendroleon pantherinus ingår i släktet Dendroleon och familjen myrlejonsländor. Inga underarter finns listade i Catalogue of Life.